# Caimital Bajo
Caimital Bajo es un barrio ubicado en el municipio de Aguadilla en el estado libre asociado de Puerto Rico. En el Censo de 2010 tenía una población de 4487 habitantes y una densidad poblacional de 460,63 personas por km².

## Geografía
Caimital Bajo se encuentra ubicado en las coordenadas 18°25′41″N 67°8′13″O / 18.42806, -67.13694. Según la Oficina del Censo de los Estados Unidos, Caimital Bajo tiene una superficie total de 9.74 km², que corresponden a tierra firme.

## Demografía
Según el censo de 2010, había 4487 personas residiendo en Caimital Bajo. La densidad de población era de 460,63 hab./km². De los 4487 habitantes, Caimital Bajo estaba compuesto por el 82.35% blancos, el 8.65% eran afroamericanos, el 0.13% eran amerindios, el 0.11% eran asiáticos, el 6.62% eran de otras razas y el 2.14% pertenecían a dos o más razas. Del total de la población el 99.38% eran hispanos o latinos de cualquier raza.